# Brindisi
Brindisi ou Bríndisi (em italiano, Brindisi, pronunciada como Bríndisi) é uma comuna (cidade) italiana da região da Apúlia, na província de Bríndisi, com cerca de 88.667 habitantes. Estende-se por uma área de 333 km², tendo uma densidade populacional de 266.3 hab/km². Faz fronteira com Carovigno, Cellino San Marco, Latiano, Mesagne, San Donaci, San Pietro Vernotico, San Vito dei Normanni.
Era conhecida como Brundísio (em latim: Brundisium) no período romano.

## Demografia
| Variação demográfica do município entre 1861 e 2011                               |
|                                                                                   |
| Fonte: Istituto Nazionale di Statistica (ISTAT) - Elaboração gráfica da Wikipedia |